# Sidney Dillon Ripley
Pour les articles homonymes, voir Ripley et Dillon.
Sidney Dillon Ripley, est un ornithologue américain, né le 20 septembre 1913 à New York City et mort le 12 mars 2001.

## Biographie
Son grand-père, Sidney Dillon, est le président-fondateur de l’Union Pacific Railroad. En 1927, Sidney et sa sœur voyagent en Inde et au Tibet, une expérience qui marque sa vie.
Ripley commence ses études à St Paul’s School de Concord (New Hampshire). Il obtient un Bachelor of Arts à l'université Yale en 1936. Il se destine au droit, mais les oiseaux l'intéressent plus que le barreau. Il rejoint en 1936 une expédition scientifique de deux ans en Nouvelle-Guinée organisée par l’Academy of Natural Sciences of Philadelphia. Il évoque son expérience dans un livre, Trail of the Money Bird, qu’il fait paraître en 1942. Il travaille à l’American Museum of Natural History avant d’obtenir son Ph. D. à l’université Harvard en 1943.
Durant la Seconde Guerre mondiale, il rejoint l'Office of Strategic Services, le prédécesseur de la Central Intelligence Agency, où il est responsable des services de renseignements américains dans le sud-est asiatique.
Après la guerre, il enseigne à l’université Yale où il est membre (fellow) Fulbright (1950) puis membre Guggenheim (1954). Il obtient après un poste à temps plein et dirige le Muséum d'histoire naturelle Peabody.
Durant vingt ans, il travaille en collaboration avec son collègue Sálim Ali (1896-1987) de la Bombay Natural History Society. Ripley fait paraître Synopsis of the Birds of India and Pakistan (1961) et, avec Sálim Ali, les douze volumes de Handbook of the Birds of India and Pakistan (1968-1974).
Il est secrétaire de la Smithsonian Institution de 1964 à 1984 où son action est saluée comme aussi importante que celle de Spencer Fullerton Baird (1823-1887). L’institution croît en taille puisque huit musées et sept laboratoires lui sont ajoutés. Ripley est un actif militant du rôle pédagogique du Smithsonian comme de son indépendance scientifique. Il obtient, de plusieurs présidents successifs (de Johnson à Reagan), un vrai soutien fédéral. Il reçoit, en 1985, la médaille présidentielle de la Liberté, la plus haute récompense pour un civil aux États-Unis d'Amérique. Ripley reçoit, en outre, quinze diplômes honorifiques.
Ripley est également un militant actif de la protection de l’environnement. Membre du conseil du World Wildlife Fund des États-Unis, il est le troisième président de l’International Council for Bird Protection (ICBP). Il participe à la réintroduction de la bernache néné en offrant un centre d’élevage dans sa propriété de Litchfield (Connecticut).

## Liste partielle des publications
- 1977 : Rails of the World (monographie de la famille des Rallidae).
- avec Sálim Ali et Biswamoy Biswas, Birds of Bhutan.
- 1968 à 1974 : avec Sálim Ali, Handbook of the Birds of India and Pakistan.